# ستيف كيمب (طبال)
ستيف كيمب (بالإنجليزية: Steve Kemp)‏ هو طبال بريطاني، ولد في 29 ديسمبر 1978 في لانكشر في المملكة المتحدة.

## وصلات خارجية
- الموقع الرسمي